# Miskolci Vízilabda Club
A Miskolci Vízilabda Club egy magyar vízilabdaklub, melynek székhelye Miskolcon található. A 2015–2016-os bajnoki szezon óta a E.ON férfi OB I-ben, a magyar első osztályban szerepel. Hazai mérkőzéseit a Kemény Dénes Városi Sportuszodában játssza. A 2017–18-as szezonban kiharcolta a LEN-Európa-kupa szereplést, így a klub bemutatkozhatott a nemzetközi porondon is.
2018-ban a csapat elnyerte a Miskolc városa által adományozott „Az év sportolója” díjat.

## Vezetőedzők
- Szilágyi Péter (–2015)
- Sike József (2015–2019)
- Vidumanszky László (2019–2020)
- Kis István (2020–2021)
- Vidumanszky László (2021–?)
- Popovics Miklós (?–2024)
- Kemény Kristóf (2024–2025)
- Popovics Miklós (2025–)

## Keret
2018–19-es szezon
| №  | Nemzetiség | Játékos           | Születési idő                  | Poszt  | L/R |
| 1  | HUN        | Csoma Kristóf     | 1992. január 26. (33 éves)     | Kapus  |     |
| 2  | MNE        | Sasa Misić        | 1987. március 27. (38 éves)    | Center |     |
| 3  | SRB        | Miloš Miličić     | 1991. május 10. (34 éves)      |        |     |
| 4  | USA        | Alex Bowen        | 1993. szeptember 4. (31 éves)  |        |     |
| 5  | HUN        | Vadovics Viktor   | 1998. június 24. (27 éves)     |        |     |
| 6  | HUN        | Nagy Ádám         | 1998. május 19. (27 éves)      | Bekk   |     |
| 7  | HUN        | Hornyák Olivér    | 1996. április 7. (29 éves)     |        |     |
| 8  | HUN        | Vismeg Botond     | 2003. március 14. (22 éves)    |        |     |
| 9  | HUN        | Vismeg Zsombor    | 2000. október 29. (24 éves)    |        |     |
| 10 | HUN        | Sisán Balázs      | 2000. szeptember 12. (24 éves) |        |     |
| 11 | HUN        | Lőrincz Bálint    | 1994. március 10. (31 éves)    |        |     |
| 12 | HUN        | Bedő Krisztián    | 1993. május 4. (32 éves)       | Center |     |
| 13 | HUN        | Szőke Szabolcs    | 1989. szeptember 1. (35 éves)  |        |     |
| 14 | HUN        | Mizsei Márton     | 1999. november 1. (25 éves)    | Kapus  |     |
| 15 | HUN        | Ognjen Stojanović | 1996. április 27. (29 éves)    |        |     |
| 16 | HUN        | Bojan Banićević   | 1993. szeptember 3. (31 éves)  |        |     |

| Szakmai stáb | Szakmai stáb    |
| ------------ | --------------- |
| Vezetőedző   | Dr. Sike József |
| Másodedző    | ??              |

### Átigazolások(2018-19)
| Érkezők: - Lőrincz Bálint (ZF-Eger-től) - Bedő Krisztián (ZF-Eger-től) - Ognjen Stojanović (VK Crvena zvezda-tól) - Bojan Banićević (PVK Jadran Herceg Novi-tól) - Szőke Szabolcs (Debreceni VSE-től) - Mizsei Márton (BVSC-Zugló II-től) | Távozók: - Kuzmenko Aleksey (Metalcom Szentes-hez) - Lukács Dénes Dorián (ZF-Eger-hez) - Sánta Dániel (ZF-Eger-hez) - Jakab Dániel (PVSK-Mecsek Füszért-hez) - Berta József (Kaposvári VK-hoz) - Halek Márton (VasasPlaket-hez) - Kósik Soma (Debreceni VSE-hez) |